# Периоперативна смртност
Периоперативна смртност је било која смрт, без обзира на узрок, која се десила у року од 30 дана након операције у болници или ван ње. На глобалном нивоу, процењује се да 4,2 милиона људи умире у року од 30 дана од операције сваке године. Важно разматрање пре доношења коначне одлуке да се изврши било која хируршка процедура је да се процене корист и ризика. Анестезиолози и хирурзи користе различите методе у процени да ли је пацијент у оптималном стању са медицинског становишта пре операције, а доступни су и различити статистички алати. Један од најпознатији је АСА показатељ Америчког колеџа за анестзиологију.

## Предуслови
У 21. веку значајно је порастао број пацијената који се лече оперативним путем. Процењује се да је тај број на глобалном нивоу око 250 милиона годишње. Овако велики број хируршких захвата и поред тога што је резултовао непрекидним усавршавањем и стандардизовањем оперативних техника, и даље је праћен периоперативном смртношћу. Међутим све веће објективизирање оперативног ризика који је повезан са могућношћу појаве компликација које хируршке процедуре носе саме по себе значајно је испољио утицај и на смањење периоперативне смртности.

## Епидемиологија
Већина периоперативне смртности може се приписати компликацијама операције (као што су крварење, сепса и отказ функције виталних органа) или већ постојећим акутним и хроничним медицинскаим стањима.
Иако се у неким системима здравствене заштите са високо развијеним информатичким системом чува статистика периоперативне смртности, пре свега због изграђеног ситема обавезног пријављуивања периоперативног морталитета, то се не ради у већини земаља света, посебно оним недовољно развијеним Из тог разлога може се само проциенити бројка укупног глобалног периоперативног морталитета.
Студија базирана на екстраполацији постојећих података из расположивих извора указују на то, да 4,2 милиона људи умире у року од 30 дана након операције сваке године, при чему се половина тих смртних случајева јавља у земљама са ниским и средњим националним дохотком.
Подаци о периоперативном морталитету често се данас користе у виду табела ради упоређења квалитета рада неких болница. Критичари овог система истичу да периоперативна смртност можда не одражава лоше стање у неким здравственим системима, јер може бити узрокована другим факторима, нпр. висок проценат акутне / непланиране хирургије или други фактори повезани са пацијентом.
Већина болница има редовне састанке, и на њима анализира периоперативну смрност и хируршке компликације, као0 и специфичне случајеве како би се боље и правовремено идентификовли могући узроци периоперативне смртности начини како се она може спречити.
Глобално, постоји неколико студија које упоређују периоперативни морталитет у различитим здравственим системима, па че неке од њих бити наведене у наставку текста.
У једној проспективној студији са 10.745 одраслих пацијената који су подвргнути хитној абдоминалној хирургији у 357 центара у 58 земаља, установљено је да је постоперативна смртност три пута већа у земљама са ниским индексом високог хуманог развоја (ХДИ) чак и када су прилагођени прогностичким факторима. У овој студији укупна глобална стопа морталитета била је 1,6% у 24 сата (високи ХДИ 1, 1%, средњи ХДИ 1,9%, низак ХДИ 3,4%), повећавајући се на 5,4% до 30 дана (висок ХДИ 4,5%, средњи ХДИ 6,0%, низак ХДИ 8,6%; П < 0,001).
Подстудија која је обухватила 1.409 деце која су била подвргнута хитној абдоминалној операцији у 253 центра у 43 земље показала је да прилагођена смртност деце након операције може бити и до 7 пута већа у земљама са ниским ХДИ и средњим ХДИ у поређењу са са земљама са високим ХДИ. Приказано на број смртних случајева, то је 40 прекомерних смртних случајева на 1.000 процедура које су изведен у испитиваним центрима.
Смртност која је директно повезана са анестезијом токо оперативног захвата је ређа и може укључивати узроке као што је пулмонална аспирација желучаног садржаја, гушење и анафилаксија. Ово може бити последица квара анестезиолошке опреме и/или чешће људске грешке.
Студија из 1978. године показала је да се 82% незгода током анестезије могло спречити јер су биле резултат људске грешке.

У прегледу из 1954. којим је обухваћено 599.548 хируршких захвата у 10 болница у Сједињеним Државама између 1948. и 1952. године 384 смртна случаја приписано је анестезији, што је дало укупну стопу смртности од 0,064%. Током 1984. године,
...након телевизијског програма који је указивао на анестезијске незгоде емитоване у САД-у, амерички анестезиолог Елисон Ц. Пајрс указао је на то да именовао одбор који се зове Комитет за анестезиолошки пацијент и Одбор за управљање ризиком Америчког друштва анестезиолога. Ова комисија је имала задатак да утврди и смањи узроке перинестетичког морбидитета и морталитета. Као резултат рада овог одбора, основана је Фондација за сигурност анестезираних пацијената основана је 1985. године као независна, непрофитна корпорација са визијом да "ниједан пацијент не може бити повређен анестезијом. 
Тренутна смртност која се може приписати поступцима током опште анестезије је контроверзна. Већина тренутних процена сматра да се периоперативне смртности креће од 1 у 53 анестезија до 1 у 5.417 анестезија. Инциденца периоперативне смртности која се директно приписује анестезији варира од 1 до 6.795 и до 1 у 200.200 анестезија. Међутим, постоје неке студије које наводе много нижу стопу смртности. На пример, канадски ретроспективни преглед од 2.830.000 оралних хируршких процедура у Онтарију у периоду од 1973. до 1995. године утвртдио је само четири смртна случаја у којима је орални и максилофацијални хирург или зубар са специјализованом обуком у анестезији примењивао општу анестезију или дубоку седацију. Аутори су израчунали укупну стопу смртности од 1,4 на 1.000.000. Сматра се да ови широки распони могу бити узроковани разликама у оперативним дефиницијама и начинима извештавања.
Највећа студија постоперативне смртности објављена је 2010. године. У овом прегледу, којим је обухваћено 3,7 милиона хируршких захвата у 102 болнице у Холандији током 1991—2005. године, утврђен је постоперативни морталитет од свих узрока код 67.879 пацијената, по укупној стопи од 1,85%.

## Најчешћи узроци периоперативне смртности
Најзначајнији фактор ризика за настанак периоперативних кардиовскуларних компликација је анамнеза о коронарној артеријској болести. Пацијенти са анамнезом о инфаркту миокарда имају већу учесталост кардиоваскуларних компликација. Упркос оптималној преоперативној кардиолошкој евалуацији периоперативне кардиоваскуларне компликације се догађају, али је за њихов настанак потребан још неки преципитирајући фактор везан за саму хируршку процедуру или специфичне услове који карактеришу постоперативни период. Пацијенти који добију један тип периоперативних компликација имају већи ризик да развију и неки други тип компликација.
Општи услови
Учесталост периоперативних компликација које могу бити узорк смрти је различита за различите хируршке процедуре и у литератури се наводи да се она креће од 0.5% до 10%, у зависности од предузете операције. Међутим, познато је да су и исте хируршке процедуре могу имати различиту учесталост периоперативних компликација, не само у различитим земљама, већ и у различитим медицинским установама у истој земљи. И не само то: учесталост компликација се разликује и у односу на дане у седмици и на сатницу обављене операције у истој установи.
Бројне клиничке студије су потвдиле да је летални исход у одређеном броју случајева условљен коегзистирајућим кардиоваскуларним морбидитетом који је, или непрепознат пре хируршке интервенције, или је лоше процењен - минимизиран.
Старост
Старост је један од најчешћих узрока смртности, једним делом и због података да број некардиолошких хируршких захвата у старијих особа непрестано расте, па је тако од тренутних шест милиона нараста на близу 12 милиона годишње.
Такође је познато да код старијих особа преваленција кардиоваскуларних болести расте са годинама живота, што значи да ови пацијенти углавном болују од неке кардиоваскуларне болести или више кардиоваскуларних болести. Како се ради о популацији која је довољно дуго била изложена различитим факторима ризика, у њој су најучесталије и разне придружене болести - коморбидитети.
Код елективних некардиолошких хируршких процедура године живота нису у вези са периоперативним кардиоваскуларним компликацијама и смртним исходима.
Кардиоваскуларни догађаји

Кардиоваскуларне догађаје (летални исход, нефатални инфаркт миокарда, нефатални срчани застој, мождани удар и друге), један су од најчешћих узрока периоперативне смртности код некардиолошких хируршких операција. 
Врста хируршке процедуре
Од свих предузетих хируршких процедура некардиохируршке су најбројније и по правилу елективне, тако да пружају довољно времена за преоперативну евалуацију, чији је циљ - превенција периоперативних компликација.
Апсолутни број периоперативних компликација је највећи код пацијената који се оперишу умереноризичним некардиолошким операцијама, јер су то најзаступљеније хируршке процедуре којима се лече адултни болесници.
Гојазност
Гојазни пацијенти немају већу склоност за периоперативни лош исход узрокован кардиоваскуларним компликацијама.
Kорелација између серумских преоперативних концентрација НТ-проБНП-а и високосензитивног тропонина Т.
- Високосензитивни тропонин Т мерен у серуму пацијената 12 часова пре операције носи прогностичку информацију за непожењне кардиоваскуларне догађаје и смртне исходе.
- Пацијенти са вишим преоперативним серумским концентрацијама високосенитивног тропонина Т имају већу фреквентност периоперативних компликација и смртних исхода, чак и када су концентрације биомаркера по вредностима мање од 14 ng/L, а једнаке или веће од 8 ng/L.
- Пацијенти са инфарктом миокарда у анамнези имају више просечне вредности високосензитивног тропонина Т у односу на пацијенте без инфаркта миокарда.
- Преоперативне серумске концентрације високосензитивног тропонина Т су више код пацијената са умањеном функционалном способношћу, однсоно серумске концентрације високосензитивног тропонина Т позитивно корелирај са годинама живота.

Вредност артеријског крвног притиска
Вредености аретријског крвног притиска и анамнеза о хипертензији оперисаних пацијената нису у вези са појавом периоперативних кардиоваскуларних компликација и смртних исхода.
Гојазност
Гојазни пацијенти немају већу склоност за периоперативни лош исход узрокован кардиоваскуларним компликацијама.
Болесници са позитивном породичном анамнезом и зависници
Пацијенти оболели од шећерне болести, пацијенти са са позитивном породичном анамнезом за кардиоваскуларни морбидитет и зависници од пушења дувана немају већи ризик за настанак периоперативних кардиоваскуларних компликација.

## Литеература
- Deans GT, Odling-Smee W, McKelvey ST, Parks GT, Roy DA (јул 1987). „Auditing perioperative mortality”. Annals of the Royal College of Surgeons of England. 69 (4): 185—7. PMC 2498471 . PMID 3631878.
- Fong Y, Gonen M, Rubin D, Radzyner M, Brennan MF (октобар 2005). „Long-term survival is superior after resection for cancer in high-volume centers”. Annals of Surgery. 242 (4): 540—4; discussion 544—7. PMC 1402350 . PMID 16192814. doi:10.1097/01.sla.0000184190.20289.4b.
- Johnson ML, Gordon HS, Petersen NJ, Wray NP, Shroyer AL, Grover FL, Geraci JM (јануар 2002). „Effect of definition of mortality on hospital profiles”. Medical Care. 40 (1): 7—16. JSTOR 3767954. PMID 11748422. S2CID 10839493. doi:10.1097/00005650-200201000-00003.
- Mayo SC, Shore AD, Nathan H, Edil BH, Hirose K, Anders RA,  . (јул 2011). „Refining the definition of perioperative mortality following hepatectomy using death within 90 days as the standard criterion”. HPB. 13 (7): 473—82. PMC 3133714 . PMID 21689231. doi:10.1111/j.1477-2574.2011.00326.x.
- Nixon SJ (мај 1992). „NCEPOD: revisiting perioperative mortality”. BMJ. 304 (6835): 1128—9. PMC 1882135 . PMID 1392785. doi:10.1136/bmj.304.6835.1128.
- de Leon MP, Pezzi A, Benatti P, Manenti A, Rossi G, di Gregorio C, Roncucci L (јул 2009). „Survival, surgical management and perioperative mortality of colorectal cancer in the 21-year experience of a specialised registry”. International Journal of Colorectal Disease. 24 (7): 777—88. PMID 19280201. S2CID 24925839. doi:10.1007/s00384-009-0687-1.
- Shaw CD (1990). „Perioperative and perinatal death as measures for quality assurance”. Quality Assurance in Health Care. 2 (3–4): 235—41. PMID 1983243. doi:10.1093/intqhc/2.3-4.235.
- Simunovic N, Devereaux PJ, Bhandari M (јануар 2011). „Surgery for hip fractures: Does surgical delay affect outcomes?”. Indian Journal of Orthopaedics. 45 (1): 27—32. PMC 3004074 . PMID 21221220. doi:10.4103/0019-5413.73660 .
- Start RD, Cross SS (септембар 1999). „Acp. Best practice no 155. Pathological investigation of deaths following surgery, anaesthesia, and medical procedures”. Journal of Clinical Pathology. 52 (9): 640—52. PMC 501538 . PMID 10655984. doi:10.1136/jcp.52.9.640.
- Schermerhorn ML, Giles KA, Sachs T, Bensley RP, O'Malley AJ, Cotterill P, Landon BE (март 2011). „Defining perioperative mortality after open and endovascular aortic aneurysm repair in the US Medicare population”. Journal of the American College of Surgeons. 212 (3): 349—55. PMC 3051838 . PMID 21296011. doi:10.1016/j.jamcollsurg.2010.12.003.